# Воздушный бой над Мерклином
Воздушный бой над Мерклином (чеш. Letecký souboj nad Merklínem) — инцидент, случившийся 10 марта 1953 года над деревней Мерклин, расположенной в Пльзеньском крае ЧССР: два американских самолёта незаконно вторглись в воздушное пространство Чехословакии, и на перехват нарушителей были по тревоге подняты два истребителя МиГ-15. Один американский самолёт был сбит в результате стычки, а его пилот катапультировался.
Этот инцидент стал первым вооружённым столкновением между силами американского и советского военных блоков в Европе со времён завершения Второй мировой войны, однако не привёл к полномасштабному военному конфликту.

## Предыстория
В самом начале Холодной войны, в 1948 году в Чехословакии к власти пришла Коммунистическая партия, что насторожило американские войска в Западной Германии. Самолёты ВВС США, базировавшиеся на территории Западной Германии, зачастую пересекали границу Чехословакии: хотя правительство США заверяло, что большая часть этих событий — чистая случайность, в Вооружённых силах Чехословакии подозревали, что американцы проводят разведку местности.
Большая часть использовавшихся в Чехословакии радаров значительно устарела, а основу авиации составляли истребители Avia S-199 — лицензионная копия старого немецкого истребителя Messerschmitt Bf.109G не имела никаких шансов на победу при столкновении с самым слабым реактивным истребителем США. Однако ситуация улучшилась после того, как Чехословакия закупила несколько советских МиГ-15 (в армии они носили имя S-102). К 1952 году большая часть оружия была обновлена, а кадры ВВС Чехословакии стали пополняться значительно быстрее.

## Инцидент

### Учения
В марте 1953 года прошли учения чехословацкой авиации. В 10:45 по пражскому (среднеевропейскому) времени с аэродрома в районе Пльзень в воздух поднялись два истребителя МиГ-15 5-го полка, которые пилотировали лейтенанты Ярослав Шрамек и Милан Форст. Самолёты начали выполнять задачи южнее линии Престиц-Холисов.

### Обнаружение противника
В 10:59 со стороны Холисов были обнаружены два американских самолёта F-84E Thunderjet, совершавших вылет для перехвата неопознанного зонда, дрейфующего со стороны Чехословакии на высоте 4500 м. Оба чехословацких самолёта находились в районе Шумавы. Лейтенант Шрамек доложил своему командиру лейтенанту Франтишеку Грзнарову об обнаружении американцев и получил приказ о перехвате. Вместе с этим Шрамек вышел на связь с американскими пилотами и приказал им немедленно покинуть чехословацкую границу, однако не получил внятного ответа.

### Атака
Выполнив разворот вправо с набором высоты, Шрамек открыл огонь по одному из американских самолётов. Снаряды угодили в сбрасываемый топливный бак одного из F-84E, из пробитого бака повалил белый дым. Американцы немедленно развернулись на юг, к границе в направлении Станков, однако Шрамек не отстал от нарушителей: он, вися на хвосте у противника, сократил расстояние до 250 метров и после стрельбы попал в правый борт. Дым повалил из правого борта, и подбитый F-84E загорелся.

### Возвращение на базу
Бой шёл над облаками, без контакта с поверхностью, поэтому в 11:04 перехват прекратили. В 11:20 оба МиГа приземлились на аэродроме базирования. Обломки сбитого самолёта обнаружили в 20 километрах южнее Регенсбурга, в горах на высоте 1312 метров близ деревни Фалькенштайн. Лётчик сбитого самолёта, 1-й лейтенант Уоррен Г. Браун из 53-й истребительно-бомбардировочной дивизии катапультировался примерно на высоте в 300 метров.

## Поиски пропавшего
Как оказалось, Браун приземлился в лесу Хундессен. Местные жители обнаружили американского лётчика. Он пытался расспросить их по-английски, находится ли он в Германии, однако те не поняли его. Брауну пришлось начертить свастику на земле, и только по реакции местных жителей Браун понял, что находится в Германии.

## Скандал
Самолёт США упал за пределами территории Чехословакии, что привело к грандиозному скандалу. Американская сторона отрицала факт пересечения чехословацкой границы своими пилотами и заявляла, что чехословаки спровоцировали американцев, вторгнувшись в американскую оккупационную зону и открыв огонь первыми. По заявлению американцев, пилотами ВВС Чехословакии якобы не подавались никакие сигналы, которые должен передавать перехватчик нарушителю согласно установленным международным нормам. Более того, США потребовали денежную компенсацию за сбитый самолёт.
Представители Чехословакии отвергли все обвинения, и в итоге США подали в Международный суд ООН на Чехословакию. Общая сумма иска составила 271 384 долларов США (около 230 тысяч составляла стоимость уничтоженного самолёта, около 20 тысяч — сумма разрушений, остальные деньги — моральный ущерб, нанесённый пилотам). Дело было снято с рассмотрения и судебное разбирательство не состоялось.

## Последствия
Количество полётов F-84 вблизи чехословацкой границы после инцидента значительно выросло: так, во второй половине того же дня над Сушице пролетели три таких самолёта, что привело к подъёму самолётов сразу с пяти аэродромов. Уже через неделю сразу 25 истребителей ВВС Великобритании патрулировали чехословацко-германскую границу. Однако вскоре все страсти утихли, и об инциденте забыли.
Судьба американских пилотов (оба были ветеранами Корейской войны) осталась неизвестной: в базе данных ВВС США не была найдена никакая информация об их службе. Что касается чехословацких лётчиков, то наибольшие почести воздали Ярославу Шрамеку, который был в составе чехословацкой делегации на «Всемирном фестивале молодёжи и студентов» в Бухаресте (сам он дослужился до звания полковника). Некоторые награды достались и техникам, которые обслуживали оба истребителя. А вот Милан Форст, который служил в Египте инструктором по вооружению, а позднее был отправлен в резерв, получил выговор от начальства за слишком пассивные действия по перехвату.

## В культуре
Это события стало основой одной из сюжетных линий чехословацкого фильма 1974 года «Высокая синяя стена».